# Jean-Claude Renaud
Pour les articles homonymes, voir Renaud (homonymie).
Jean-Claude Renaud est un journaliste français de télévision. Il a présenté Le journal de la nuit sur France 2.

## Biographie
(novembre 2008).
Si vous disposez d'ouvrages ou d'articles de référence ou si vous connaissez des sites web de qualité traitant du thème abordé ici, merci de compléter l'article en donnant les références utiles à sa vérifiabilité et en les liant à la section « Notes et références ».
Jean-Claude Renaud a travaillé depuis des années[précision nécessaire] au service politique d'Antenne 2, avant de présenter le Journal de la nuit, sur France 2, en alternance avec Laurence Piquet et Ève Metais de 1999 à 2008. Il est également rédacteur en chef du journal de 13 heures de France 2. 
Il devient ensuite journaliste et reporter pour la rédaction de France 2.

## Récompense
En 2007, Jean-Claude Renaud a reçu le Gérard de la télévision, catégorie « l'animateur qu'on sait jamais comment il s'appelle, même si sa tête nous dit quelque chose ».